# Trinodes amamiensis
Trinodes amamiensis is een keversoort uit de familie spektorren (Dermestidae). De wetenschappelijke naam van de soort werd in 1977 gepubliceerd door Ohbayashi.